# Fußballsportverein Frankfurt 1899 2008-2009
Questa voce raccoglie le informazioni riguardanti il Fußballsportverein Frankfurt 1899 nelle competizioni ufficiali della stagione 2008-2009.

## Stagione
Nella stagione 2008-2009 il FSV Francoforte, allenato da Ramon Berndroth e Tomas Oral, concluse il campionato di 2. Bundesliga al 15º posto. In Coppa di Germania il FSV Francoforte fu eliminato al secondo turno dal Carl Zeiss Jena.

## Rosa
| N. |                                 | Ruolo | Calciatore          |
| -- | ------------------------------- | ----- | ------------------- |
| 13 | Germania (bandiera)             | P     | Christian Como      |
| 1  | Germania (bandiera)             | P     | Patric Klandt       |
| 25 | Germania (bandiera)             | P     | Marjan Petković     |
| 24 | Italia (bandiera)               | D     | Angelo Barletta     |
| 17 | Germania (bandiera)             | D     | Stefan Hickl        |
| 4  | Germania (bandiera)             | D     | Markus Husterer     |
| 35 | Spagna (bandiera)               | D     | Kirian              |
| 3  | Germania (bandiera)             | D     | Alexander Klitzpera |
| 2  | Germania (bandiera)             | D     | Daniel Schumann     |
| 14 | Germania (bandiera)             | D     | Lars Weißenfeldt    |
| 30 | Germania (bandiera)             | C     | Christian Eggert    |
| 22 | Germania (bandiera)             | C     | Marc Gallego        |
| 7  | Germania (bandiera)             | C     | Matthias Hagner     |
| 5  | Germania (bandiera)             | C     | Dennis Hillebrand   |
| 28 | Germania (bandiera)             | C     | Markus Kreuz        |
| 8  | Bosnia ed Erzegovina (bandiera) | C     | Sead Mehic          |

| N. |                        | Ruolo | Calciatore            |
| -- | ---------------------- | ----- | --------------------- |
| 18 | Germania (bandiera)    | C     | Christian Mikolajczak |
| 26 | Marocco (bandiera)     | C     | Oualid Mokhtari       |
| 36 | Marocco (bandiera)     | C     | Youssef Mokhtari      |
| 33 | Germania (bandiera)    | C     | Emil Noll             |
| 6  | Germania (bandiera)    | C     | Thomas Sobotzik       |
| 15 | Rep. Ceca (bandiera)   | C     | Radek Špiláček        |
| 10 | Grecia (bandiera)      | C     | Georgios Theodoris    |
| 38 | Francia (bandiera)     | C     | David Ulm             |
| 11 | Slovacchia (bandiera)  | A     | Henrich Benčík        |
| 27 | Bielorussia (bandiera) | A     | Gennadiy Bliznyuk     |
| 9  | Argentina (bandiera)   | A     | Matias Cenci          |
| 16 | Marocco (bandiera)     | A     | Fikri El Haj Ali      |
| 22 | Germania (bandiera)    | A     | Sebastian Göbig       |
| 21 | Germania (bandiera)    | A     | Jochen Höfler         |
| 37 | Perù (bandiera)        | A     | Junior Ross           |
| 20 | Iran (bandiera)        | A     | Amir Shapourzadeh     |

## Organigramma societario
Area tecnica
- Allenatore: Ramon Berndroth, Tomas Oral
- Allenatore in seconda: Manfred Binz
- Preparatore dei portieri:
- Preparatori atletici:

## Risultati

### 2. Bundesliga

#### Girone di andata
| Arbitro: | Schriever |

|                       |           |            |
| Gibson 56’ Müller 82’ | Marcatori | 72’ Benčík |

| Francoforte sul Meno 22 agosto 2008, ore 18:00 CEST 2ª giornata | FSV Francoforte | 0 – 0 referto | Coblenza | Commerzbank-Arena (8 172 spett.)\| Arbitro: \| Metzen \| |
| Arbitro:                                                        | Metzen          |               |          |                                                          |

| Arbitro: | Steinhaus |

|              |           |             |
| Barletta 30’ | Marcatori | 87’ Allagui |

| Arbitro: | Bandurski |

|                                          |           |                        |
| Cichon 45’ (rig.), 90’ (rig.) Sykora 87’ | Marcatori | 63’ Cenci 74’ Barletta |

| Arbitro: | Weiner |

|                                   |           |                 |
| Cenci 19’ (rig.), 71’, 76’ (rig.) | Marcatori | 34’ (rig.) Kaya |

| Arbitro: | Fischer |

|                         |           |              |
| Hesse 53’ Jendrišek 73’ | Marcatori | 71’ Barletta |

| Arbitro: | Steuer |

|  |           |                                    |
|  | Marcatori | 52’ Johnson 65’ Gebhart 75’ Bender |

| Arbitro: | Kempter |

|                                    |           |           |
| Orahovac 26’ König 86’ Siegert 90’ | Marcatori | 78’ Mehic |

| Francoforte sul Meno 24 ottobre 2008, ore 18:00 CEST 9ª giornata | FSV Francoforte | 0 – 0 referto | Hansa Rostock | Commerzbank-Arena (5 217 spett.)\| Arbitro: \| Willenborg \| |
| Arbitro:                                                         | Willenborg      |               |               |                                                              |

| Arbitro: | Drees |

|                              |           |                               |
| Thurk 26’ (rig.), 67’ (rig.) | Marcatori | 38’ Shapourzadeh 64’ Mokhtari |

| Arbitro: | Zwayer |

|  |           |                                   |
|  | Marcatori | 12’ Milchraum 57’ Auer 82’ Németh |

| Norimberga 7 novembre 2008, ore 18:00 CET 12ª giornata | Norimberga | 0 – 0 referto | FSV Francoforte | easyCredit-Stadion (37 760 spett.)\| Arbitro: \| Henschel \| |
| Arbitro:                                               | Henschel   |               |                 |                                                              |

| Arbitro: | Fritz |

|                      |           |                               |
| Theodoris 78’ (rig.) | Marcatori | 45’ Toprak 81’ (rig.) Schwaab |

| Duisburg 21 novembre 2008, ore 18:00 CET 14ª giornata | Duisburg | 0 – 0 referto | FSV Francoforte | MSV-Arena (11 053 spett.)\| Arbitro: \| Christ \| |
| Arbitro:                                              | Christ   |               |                 |                                                   |

| Arbitro: | Kempter |

|              |           |                                                          |
| Mokhtari 84’ | Marcatori | 3’ (aut.) Hillebrand 47’ Baljak 49’ Hoogland 72’ Feulner |

| Arbitro: | Dingert |

|             |           |              |
| Wenczel 88’ | Marcatori | 26’ Husterer |

| Arbitro: | Schößling |

|          |           |  |
| Noll 88’ | Marcatori |  |

#### Girone di ritorno
| Arbitro: | Grudzinski |

|                                             |           |  |
| Mokhtari 10’ Cenci 27’ Bliznyuk 79’ Ulm 86’ | Marcatori |  |

| Arbitro: | Kempter |

|               |           |                                      |
| Krontiris 27’ | Marcatori | 35’ Kreuz 38’ Cenci 84’ Shapourzadeh |

| Fürth 13 febbraio 2009, ore 18:00 CET 20ª giornata | Greuther Fürth | 0 – 0 referto | FSV Francoforte | Playmobil-Stadion (6 300 spett.)\| Arbitro: \| Henschel \| |
| Arbitro:                                           | Henschel       |               |                 |                                                            |

| Arbitro: | Thielert |

|          |           |  |
| Noll 90’ | Marcatori |  |

| Arbitro: | Metzen |

|                                |           |  |
| Falkenberg 61’ Kaya 66’ (rig.) | Marcatori |  |

| Arbitro: | Bandurski |

|           |           |  |
| Cenci 61’ | Marcatori |  |

| Arbitro: | Frank |

|           |           |              |
| Lauth 80’ | Marcatori | 12’ Husterer |

| Arbitro: | Seemann |

|                       |           |            |
| Mokhtari 15’ Ross 81’ | Marcatori | 83’ Ziemer |

| Arbitro: | Walz |

|                           |           |  |
| Kern 33’ (rig.) Retov 80’ | Marcatori |  |

| Arbitro: | Winkmann |

|                             |           |           |
| Mikolajczak 2’ Mokhtari 51’ | Marcatori | 66’ Thurk |

| Arbitro: | Steinhaus |

|                      |           |  |
| Auer 51’ Lehmann 81’ | Marcatori |  |

| Arbitro: | Fischer |

|                              |           |            |
| Barletta 42’ Mikolajczak 81’ | Marcatori | 34’ Eigler |

| Arbitro: | Thielert |

|                                                |           |            |
| Bechmann 13’, 24’ Jäger 78’ Schwaab 86’ (rig.) | Marcatori | 80’ Benčík |

| Francoforte sul Meno 8 maggio 2009, ore 18:00 CEST 31ª giornata | FSV Francoforte | 0 – 0 referto | Duisburg | Commerzbank-Arena (4 824 spett.)\| Arbitro: \| Hartmann \| |
| Arbitro:                                                        | Hartmann        |               |          |                                                            |

| Arbitro: | Perl |

|                |           |            |
| Bancé 22’, 56’ | Marcatori | 48’ Benčík |

| Arbitro: | Christ |

|           |           |           |
| Cenci 82’ | Marcatori | 77’ Demir |

| Arbitro: | Winkmann |

|                 |           |  |
| Ebbers 44’, 52’ | Marcatori |  |

### Coppa di Germania
| Arbitro: | Dingert |

|                        |           |  |
| Ulm 51’ Hillebrand 67’ | Marcatori |  |

| Arbitro: | Rafati |

|              |           |  |
| Petersen 26’ | Marcatori |  |

## Statistiche

### Statistiche di squadra
| Competizione      | Punti | In casa | In casa | In casa | In casa | In casa | In casa | In trasferta | In trasferta | In trasferta | In trasferta | In trasferta | In trasferta | Totale | Totale | Totale | Totale | Totale | Totale | DR  |
| Competizione      | Punti | G       | V       | N       | P       | Gf      | Gs      | G            | V            | N            | P            | Gf           | Gs           | G      | V      | N      | P      | Gf     | Gs     | DR  |
| ----------------- | ----- | ------- | ------- | ------- | ------- | ------- | ------- | ------------ | ------------ | ------------ | ------------ | ------------ | ------------ | ------ | ------ | ------ | ------ | ------ | ------ | --- |
| 2. Bundesliga     | 38    | 17      | 8       | 5       | 4       | 20      | 18      | 17           | 1            | 6            | 10           | 14           | 29           | 34     | 9      | 11     | 14     | 34     | 47     | -13 |
| Coppa di Germania | -     | 1       | 1       | 0       | 0       | 2       | 0       | 1            | 0            | 0            | 1            | 0            | 1            | 2      | 1      | 0      | 1      | 2      | 1      | +1  |
| Totale            | -     | 18      | 9       | 5       | 4       | 22      | 18      | 18           | 1            | 6            | 11           | 14           | 30           | 36     | 10     | 11     | 15     | 36     | 48     | -12 |

### Andamento in campionato
| Giornata  | 1  | 2  | 3  | 4  | 5  | 6  | 7  | 8  | 9  | 10 | 11 | 12 | 13 | 14 | 15 | 16 | 17 | 18 | 19 | 20 | 21 | 22 | 23 | 24 | 25 | 26 | 27 | 28 | 29 | 30 | 31 | 32 | 33 | 34 |
| --------- | -- | -- | -- | -- | -- | -- | -- | -- | -- | -- | -- | -- | -- | -- | -- | -- | -- | -- | -- | -- | -- | -- | -- | -- | -- | -- | -- | -- | -- | -- | -- | -- | -- | -- |
| Luogo     | T  | C  | C  | T  | C  | T  | C  | T  | C  | T  | C  | T  | C  | T  | C  | T  | C  | C  | T  | T  | C  | T  | C  | T  | C  | T  | C  | T  | C  | T  | C  | T  | C  | T  |
| Risultato | P  | N  | N  | P  | V  | P  | P  | P  | N  | N  | P  | N  | P  | N  | P  | N  | V  | V  | V  | N  | V  | P  | V  | N  | V  | P  | V  | P  | V  | P  | N  | P  | N  | P  |
| Posizione | 14 | 16 | 15 | 18 | 12 | 13 | 16 | 18 | 17 | 17 | 18 | 18 | 18 | 18 | 18 | 18 | 18 | 17 | 15 | 14 | 13 | 14 | 14 | 14 | 13 | 13 | 11 | 13 | 11 | 12 | 13 | 13 | 14 | 15 |

Legenda:

Luogo: C = Casa; T = Trasferta. Risultato: V = Vittoria; N = Pareggio; P = Sconfitta.

### Statistiche dei giocatori
| Giocatore       | 2. Bundesliga | 2. Bundesliga | 2. Bundesliga | 2. Bundesliga | Coppa di Germania | Coppa di Germania | Coppa di Germania | Coppa di Germania | Totale   | Totale | Totale      | Totale     |
| Giocatore       | Presenze      | Reti          | Ammonizioni   | Espulsioni    | Presenze          | Reti              | Ammonizioni       | Espulsioni        | Presenze | Reti   | Ammonizioni | Espulsioni |
| --------------- | ------------- | ------------- | ------------- | ------------- | ----------------- | ----------------- | ----------------- | ----------------- | -------- | ------ | ----------- | ---------- |
| C. Como         | -             | -             | -             | -             | -                 | -                 | -                 | -                 | -        | -      | -           | -          |
| P. Klandt       | 33            | 0             | 3             | 1             | 2                 | 0                 | 0                 | 0                 | 35       | 0      | 3           | 1          |
| M. Petković     | 2             | 0             | 0             | 0             | -                 | -                 | -                 | -                 | 2        | 0      | 0           | 0          |
| A. Barletta     | 28            | 4             | 10            | 1             | 2                 | 0                 | 0                 | 0                 | 30       | 4      | 10          | 1          |
| S. Hickl        | 5             | 0             | 1             | 0             | -                 | -                 | -                 | -                 | 5        | 0      | 1           | 0          |
| M. Husterer     | 12            | 2             | 2             | 0             | -                 | -                 | -                 | -                 | 12       | 2      | 2           | 0          |
| Kirian          | 4             | 0             | 0             | 0             | -                 | -                 | -                 | -                 | 4        | 0      | 0           | 0          |
| A. Klitzpera    | 28            | 0             | 5             | 0             | 2                 | 0                 | 0                 | 0                 | 30       | 0      | 5           | 0          |
| D. Schumann     | 12            | 0             | 1             | 0             | 1                 | 0                 | 0                 | 0                 | 13       | 0      | 1           | 0          |
| L. Weißenfeldt  | 28            | 0             | 4             | 0             | 2                 | 0                 | 0                 | 0                 | 30       | 0      | 4           | 0          |
| C. Eggert       | 1             | 0             | 0             | 0             | -                 | -                 | -                 | -                 | 1        | 0      | 0           | 0          |
| M. Gallego      | 2             | 0             | 0             | 0             | -                 | -                 | -                 | -                 | 2        | 0      | 0           | 0          |
| M. Hagner       | 5             | 0             | 1             | 0             | 1                 | 0                 | 0                 | 0                 | 6        | 0      | 1           | 0          |
| D. Hillebrand   | 9             | 0             | 1             | 1             | 2                 | 1                 | 1                 | 0                 | 11       | 1      | 2           | 1          |
| M. Kreuz        | 22            | 1             | 0             | 0             | 2                 | 0                 | 1                 | 0                 | 24       | 1      | 1           | 0          |
| S. Mehic        | 33            | 1             | 5             | 0             | 2                 | 0                 | 0                 | 0                 | 35       | 1      | 5           | 0          |
| C. Mikolajczak  | 31            | 2             | 1             | 0             | 2                 | 0                 | 0                 | 0                 | 33       | 2      | 1           | 0          |
| O. Mokhtari     | 22            | 1             | 0             | 0             | -                 | -                 | -                 | -                 | 22       | 1      | 0           | 0          |
| Y. Mokhtari     | 24            | 4             | 3             | 0             | -                 | -                 | -                 | -                 | 24       | 4      | 3           | 0          |
| E. Noll         | 30            | 2             | 8             | 0             | -                 | -                 | -                 | -                 | 30       | 2      | 8           | 0          |
| T. Sobotzik     | -             | -             | -             | -             | -                 | -                 | -                 | -                 | -        | -      | -           | -          |
| R. Špiláček     | 10            | 0             | 2             | 0             | 1                 | 0                 | 1                 | 0                 | 11       | 0      | 3           | 0          |
| G. Theodoris    | 14            | 1             | 0             | 0             | 1                 | 0                 | 0                 | 0                 | 15       | 1      | 0           | 0          |
| D. Ulm          | 16            | 1             | 3             | 0             | 2                 | 1                 | 0                 | 0                 | 18       | 2      | 3           | 0          |
| H. Benčík       | 21            | 3             | 2             | 0             | 2                 | 0                 | 0                 | 0                 | 23       | 3      | 2           | 0          |
| G. Bliznyuk     | 10            | 1             | 1             | 0             | -                 | -                 | -                 | -                 | 10       | 1      | 1           | 0          |
| M. Cenci        | 32            | 8             | 1             | 0             | 2                 | 0                 | 0                 | 0                 | 34       | 8      | 1           | 0          |
| F. Ali          | 6             | 0             | 0             | 0             | -                 | -                 | -                 | -                 | 6        | 0      | 0           | 0          |
| S. Göbig        | -             | -             | -             | -             | -                 | -                 | -                 | -                 | -        | -      | -           | -          |
| J. Höfler       | -             | -             | -             | -             | -                 | -                 | -                 | -                 | -        | -      | -           | -          |
| J. Ross         | 10            | 1             | 0             | 0             | -                 | -                 | -                 | -                 | 10       | 1      | 0           | 0          |
| A. Shapourzadeh | 23            | 2             | 4             | 0             | 2                 | 0                 | 1                 | 0                 | 25       | 2      | 5           | 0          |